# Hypodryas brunneomarginata
Hypodryas brunneomarginata är en fjärilsart som beskrevs av Andreas Kiefer 1912. Hypodryas brunneomarginata ingår i släktet Hypodryas och familjen praktfjärilar. Inga underarter finns listade i Catalogue of Life.